# هيروشي تاناكا
هيروشي تاناكا (باليابانية: 田中衆史؛ بالكانا: たなか ひろし) هو راقص على الجليد ياباني، ولد في 29 مايو 1972 في طوكيو في اليابان.

## وصلات خارجية
- هيروشي تاناكا على موقع اللجنة الأولمبية الدولية (الإنجليزية)
- هيروشي تاناكا على موقع أوليمبيديا (الإنجليزية)